# Cao Xueqin
Cao Xueqin (1715 o 1724 – 1763 o 1764) è stato uno scrittore cinese, autore de Il sogno della camera rossa, uno dei quattro grandi romanzi della letteratura cinese classica.
Il suo nome di nascita era Cao Zhan e il suo nome di cortesia Mengruan (cioè: "Sogno di Ruan", nel senso di "riguardante Ruan" oppure di "sognato da Ruan").

## Biografia
Non si conosce l'esatta data di nascita di Cao Xueqin, anche se è nota in maniera quasi sicura quella della sua morte. Cao Xueqin era il figlio di Cao Fu o Cao Yong. È certo che Cao Yong nacque intorno al 1715, dopo la morte del padre. Alcuni pensano che suo padre sia stato Cao Yong, ma negli ultimi anni il consenso ha favorito Cao Fu come padre di Xueqin, e dunque quest'ultimo sarebbe nato attorno al 1724. La maggior parte di ciò che sappiamo circa Cao Xueqin è stata tramandata dai suoi contemporanei e amici. La presenza di Cao nella parte occidentale della periferia di Pechino, dove visse la maggior parte dei suoi ultimi anni in condizioni di povertà, è accertata.
Gli amici e i conoscenti hanno ricordato un uomo di grande talento che trascorse un decennio nella stesura del Sogno Camera Rossa. Essi hanno lodato sia il suo stile che l'originalità della poesia. Cao Xueqin morì all'incirca nel 1763 o nel 1764, lasciando il suo romanzo in una fase molto avanzata di completamento. Sopravvisse ad una moglie e almeno un figlio.

## Opera
Cao Xueqin raggiunse fama postuma attraverso il lavoro della sua vita. Il romanzo Il sogno della camera rossa, scritto con "sangue e lacrime", come un commentatore amico ha detto, è una vivida ricreazione di un'illustre famiglia nella sua altezza e la sua successiva caduta. Un piccolo gruppo di parenti stretti e amici sembra essere autore di una parziale trascrizione al ritrovamento del manoscritto del defunto Cao. Quelle copie, esistenti ancora oggi, sono conservate. Sono ottanta capitoli scritti a mano copie, in circolazione a Pechino subito dopo la morte di Cao, incredibilmente apprezzati dai collezionisti.
Cheng Weiyuan e Gao E, che hanno affermato di avere accesso ai documenti di lavoro di Cao, hanno pubblicato un'edizione "completa" con tutti i 120 capitoli della versione originale, la prima edizione a stampa dell'opera. Ristampato un anno più tardi con altre revisioni, questa versione è la più completa di cui si può disporre. Gli studiosi moderni generalmente pensano che fu terminata nel 1791.